# Collegio elettorale di Mezzolombardo
Il collegio di Mezzolombardo fu un collegio elettorale uninominale della Repubblica Italiana appartenente alla circoscrizione Trentino-Alto Adige; fu utilizzato per eleggere un senatore della Repubblica dalla I alla XVII legislatura.

## Storia
Il collegio venne creato nel 1948 secondo la legge n. 29 del 6 febbraio 1948 la quale, pur basandosi sull'impianto proporzionale in vigore per la Camera, rispetto a quest'ultima conteneva alcuni piccoli correttivi in senso maggioritario. Tale legge ebbe il suo definitivo perfezionamento col Testo Unico nº361 del 1957. Differentemente dalla Camera, la legge elettorale del Senato si articolava su base regionale, seguendo il dettato costituzionale (art.57). Ogni Regione era suddivisa in tanti collegi uninominali quanti erano i seggi ad essa assegnati. All'interno di ciascun collegio, veniva eletto il candidato che avesse raggiunto il quorum del 65% delle preferenze: tale soglia, oggettivamente di difficilissimo conseguimento, tradiva l'impianto proporzionale su cui era concepito anche il sistema elettorale della Camera Alta. Qualora, come normalmente avveniva, nessun candidato avesse conseguito l'elezione, i voti di tutti i candidati venivano raggruppati in liste di partito a livello regionale, dove i seggi venivano allocati utilizzando il metodo D'Hondt delle maggiori medie statistiche e quindi, all'interno di ciascuna lista, venivano dichiarati eletti i candidati con le migliori percentuali di preferenza.
Con il decreto del Presidente della Repubblica 28 febbraio 1948, n. 84, rettificante il decreto del 6 febbraio che stabiliva i comuni appartenenti al collegio, venne assegnato al collegio il comune di Rumo, ad eccezione delle le frazioni di Lauregno e Proves, inizialmente compreso nel collegio di Bolzano.
Il collegio venne abrogato nel 1992 in base a quanto stabilito dalla legge n. 422 del 30 dicembre 1991 (Elezioni del Senato della Repubblica per l'attuazione della misura 111 a favore della popolazione alto-atesina) che ridefiniva i collegi del Trentino-Alto Adige. Il suo territorio fu diviso tra il collegio di Trento e quello di Rovereto.

### Territorio
Il collegio di Mezzolombardo era uno dei 6 collegi uninominali in cui era suddiviso il Trentino-Alto Adige; era interamente compreso nella provincia autonoma di Trento e comprendeva i seguenti comuni: Amblar, Andalo, Bleggio Inferiore, Bleggio Superiore, Bocenago, Bolbeno, Bresimo, Brez, Caderzone, Cagnò, Caldes, Campodenno, Carisolo, Castelfondo, Cavareno, Cavedago, Cavizzana, Cis, Cles, Cloz, Commezzadura, Coredo, Croviana, Cunevo, Dambel, Darè, Denno, Dimaro, Don, Dorsino, Faedo, Fai della Paganella, Fiavé, Flavon, Fondo, Giustino, Livo, Lomaso, Malé, Malosco, Massimeno, Mezzana, Mezzocorona, Mezzolombardo, Molveno, Monclassico, Montagne, Nanno, Nave San Rocco, Ossana, Peio, Pellizzano, Pelugo, Pinzolo, Preore, Rabbi, Ragoli, Revò, Romallo, Romeno, Ronzone, Roveré della Luna, Ruffré, Rumo, San Lorenzo in Banale, San Michele all'Adige, Sanzeno, Sarnonico, Sfruz, Smarano, Spiazzo, Spormaggiore, Sporminore, Stenico, Strembo, Taio, Tassullo, Terres, Terzolas, Tione di Trento, Ton, Tres, Tuenno, Vermiglio, Vervò, Vigo Rendena, Villa Rendena, Zambana e Zuclo.

## Dati elettorali

### I legislatura
|                               | Enrico Conci     | Democrazia Cristiana          | 40 418 | 85,05 |  |  |  |  |  |
|                               | Lionello Groff   | Fronte Democratico Popolare   | 3 350  | 7,05  |  |  |  |  |  |
|                               | Sigismondo Manci | Partito Repubblicano Italiano | 2 682  | 5,64  |  |  |  |  |  |
|                               | Dante Sartori    | Blocco Nazionale              | 1 072  | 2,26  |  |  |  |  |  |
| Totale                        | Totale           | Totale                        | 47 522 | 100   |  |  |  |  |  |
|                               |                  |                               |        |       |  |  |  |  |  |
| Voti non validi               | Voti non validi  | Voti non validi               | 2 576  | 5,14  |  |  |  |  |  |
| Votanti                       | Votanti          | Votanti                       | 50 098 | 93,85 |  |  |  |  |  |
| Elettori                      | Elettori         | Elettori                      | 53 383 |       |  |  |  |  |  |
|                               |                  |                               |        |       |  |  |  |  |  |
| Data: 18 aprile 1948          |                  |                               |        |       |  |  |  |  |  |
| Fonte: Ministero dell'interno |                  |                               |        |       |  |  |  |  |  |

### II legislatura
|                               | Arturo Piechele      | Democrazia Cristiana                    | 38 331 | 78,36 |  |  |  |  |  |
|                               | Giustino Reich       | Partito Socialista Democratico Italiano | 4 579  | 9,36  |  |  |  |  |  |
|                               | Giuseppe Ottolini    | Partito Comunista Italiano              | 3 135  | 6,41  |  |  |  |  |  |
|                               | Enrico Nardelli      | Movimento Sociale Italiano              | 1 283  | 2,62  |  |  |  |  |  |
|                               | Antonio De Stefanini | Partito Nazionale Monarchico            | 849    | 1,74  |  |  |  |  |  |
|                               | Renzo Zadra          | Partito Liberale Italiano               | 741    | 1,51  |  |  |  |  |  |
| Totale                        | Totale               | Totale                                  | 48 918 | 100   |  |  |  |  |  |
|                               |                      |                                         |        |       |  |  |  |  |  |
| Voti non validi               | Voti non validi      | Voti non validi                         | 2 776  | 5,37  |  |  |  |  |  |
| Votanti                       | Votanti              | Votanti                                 | 51 694 | 94,79 |  |  |  |  |  |
| Elettori                      | Elettori             | Elettori                                | 54 535 |       |  |  |  |  |  |
|                               |                      |                                         |        |       |  |  |  |  |  |
| Data: 7 giugno 1953           |                      |                                         |        |       |  |  |  |  |  |
| Fonte: Ministero dell'interno |                      |                                         |        |       |  |  |  |  |  |

### III legislatura
|                               | Guido De Unterrichter | Democrazia Cristiana                    | 38 214 | 78,99 |  |  |  |  |  |
|                               | Pio Paternoster       | Partito Socialista Democratico Italiano | 7 448  | 15,40 |  |  |  |  |  |
|                               | Francesco Visintainer | Partito Liberale Italiano               | 2 714  | 5,61  |  |  |  |  |  |
| Totale                        | Totale                | Totale                                  | 48 376 | 100   |  |  |  |  |  |
|                               |                       |                                         |        |       |  |  |  |  |  |
| Voti non validi               | Voti non validi       | Voti non validi                         | 4 372  | 8,29  |  |  |  |  |  |
| Votanti                       | Votanti               | Votanti                                 | 52 748 | 94,63 |  |  |  |  |  |
| Elettori                      | Elettori              | Elettori                                | 55 739 |       |  |  |  |  |  |
|                               |                       |                                         |        |       |  |  |  |  |  |
| Data: 25 maggio 1958          |                       |                                         |        |       |  |  |  |  |  |
| Fonte: Ministero dell'interno |                       |                                         |        |       |  |  |  |  |  |

### IV legislatura
|                               | Guido De Unterrichter | Democrazia Cristiana                    | 34 179 | 70,71 |  |  |  |  |  |
|                               | E. Devigili           | Partito Socialista Italiano             | 5 357  | 11,08 |  |  |  |  |  |
|                               | M. Sebastiani         | Partito Socialista Democratico Italiano | 4 269  | 8,83  |  |  |  |  |  |
|                               | G. De Dal Lago        | Partito Liberale Italiano               | 1 965  | 4,06  |  |  |  |  |  |
|                               | U. Tartarotti         | Partito Comunista Italiano              | 1 739  | 3,60  |  |  |  |  |  |
|                               | L. Baldracchi         | Movimento Sociale Italiano              | 831    | 1,72  |  |  |  |  |  |
| Totale                        | Totale                | Totale                                  | 48 340 | 100   |  |  |  |  |  |
|                               |                       |                                         |        |       |  |  |  |  |  |
| Voti non validi               | Voti non validi       | Voti non validi                         | 3 457  | 6,67  |  |  |  |  |  |
| Votanti                       | Votanti               | Votanti                                 | 51 797 | 93,87 |  |  |  |  |  |
| Elettori                      | Elettori              | Elettori                                | 55 179 |       |  |  |  |  |  |
|                               |                       |                                         |        |       |  |  |  |  |  |
| Data: 28 aprile 1963          |                       |                                         |        |       |  |  |  |  |  |
| Fonte: Ministero dell'interno |                       |                                         |        |       |  |  |  |  |  |

### V legislatura
|                               | Luigi Dalvit    | Democrazia Cristiana          | 33 673 | 68,37 |  |  |  |  |  |
|                               | Danilo Paris    | PSI-PSDI Unificati            | 7 859  | 15,96 |  |  |  |  |  |
|                               | O. Zambaldi     | PCI-PSIUP                     | 2 843  | 5,77  |  |  |  |  |  |
|                               | M. Soncini      | Partito Liberale Italiano     | 2 216  | 4,50  |  |  |  |  |  |
|                               | C. Angeli       | Partito Popolare Sudtirolese  | 1 557  | 3,16  |  |  |  |  |  |
|                               | A. Moratello    | Movimento Sociale Italiano    | 690    | 1,40  |  |  |  |  |  |
|                               | S. Bailoni      | Partito Repubblicano Italiano | 284    | 0,58  |  |  |  |  |  |
|                               | L. Lunger       | PST.PROG.SOC.                 | 126    | 0,26  |  |  |  |  |  |
| Totale                        | Totale          | Totale                        | 49 248 | 100   |  |  |  |  |  |
|                               |                 |                               |        |       |  |  |  |  |  |
| Voti non validi               | Voti non validi | Voti non validi               | 2 753  | 5,29  |  |  |  |  |  |
| Votanti                       | Votanti         | Votanti                       | 52 001 | 93,54 |  |  |  |  |  |
| Elettori                      | Elettori        | Elettori                      | 55 594 |       |  |  |  |  |  |
|                               |                 |                               |        |       |  |  |  |  |  |
| Data: 19 maggio 1968          |                 |                               |        |       |  |  |  |  |  |
| Fonte: Ministero dell'interno |                 |                               |        |       |  |  |  |  |  |

### VI legislatura
|                               | Luigi Dalvit    | Democrazia Cristiana                    | 35 282 | 69,84 |  |  |  |  |  |
|                               | A. Rossi        | Partito Socialista Democratico Italiano | 3 734  | 7,39  |  |  |  |  |  |
|                               | Orlando Lucchi  | Partito Socialista Italiano             | 3 641  | 7,21  |  |  |  |  |  |
|                               | N. Conti        | PCI-PSIUP                               | 3 399  | 6,73  |  |  |  |  |  |
|                               | R. Callegari    | PPST-PPTT                               | 1 535  | 3,04  |  |  |  |  |  |
|                               | S. Zulberti     | Partito Liberale Italiano               | 1 435  | 2,84  |  |  |  |  |  |
|                               | E. Nardelli     | Movimento Sociale Italiano              | 1 213  | 2,40  |  |  |  |  |  |
|                               | F. Toscana      | Tirol                                   | 280    | 0,55  |  |  |  |  |  |
| Totale                        | Totale          | Totale                                  | 50 519 | 100   |  |  |  |  |  |
|                               |                 |                                         |        |       |  |  |  |  |  |
| Voti non validi               | Voti non validi | Voti non validi                         | 2 534  | 4,78  |  |  |  |  |  |
| Votanti                       | Votanti         | Votanti                                 | 53 053 | 93,93 |  |  |  |  |  |
| Elettori                      | Elettori        | Elettori                                | 56 483 |       |  |  |  |  |  |
|                               |                 |                                         |        |       |  |  |  |  |  |
| Data: 7 maggio 1972           |                 |                                         |        |       |  |  |  |  |  |
| Fonte: Ministero dell'interno |                 |                                         |        |       |  |  |  |  |  |

### VII legislatura
|                                                                                | Tarcisio Salvaterra | Democrazia Cristiana         | 32 937 | 63,95 |  |  |  |  |  |
|                                                                                | Alfredo Piraneo     | Partito Comunista Italiano   | 5 787  | 11,24 |  |  |  |  |  |
|                                                                                | Livio Labor         | Partito Socialista Italiano  | 5 151  | 10,00 |  |  |  |  |  |
|                                                                                | Ivo Concini         | Partito Popolare Sudtirolese | 3 507  | 6,81  |  |  |  |  |  |
|                                                                                | Luigi Mattei        | PLI-PRI-PSDI                 | 2 739  | 5,32  |  |  |  |  |  |
|                                                                                | Lorenzo De Tisi     | Movimento Sociale Italiano   | 901    | 1,75  |  |  |  |  |  |
|                                                                                | Orlando Girardi     | Tirol                        | 482    | 0,94  |  |  |  |  |  |
| Totale                                                                         | Totale              | Totale                       | 51 504 | 100   |  |  |  |  |  |
|                                                                                |                     |                              |        |       |  |  |  |  |  |
| Voti non validi                                                                | Voti non validi     | Voti non validi              | 2 865  | 5,27  |  |  |  |  |  |
| Votanti                                                                        | Votanti             | Votanti                      | 54 369 | 94,15 |  |  |  |  |  |
| Elettori                                                                       | Elettori            | Elettori                     | 57 748 |       |  |  |  |  |  |
|                                                                                |                     |                              |        |       |  |  |  |  |  |
| Nota: quorum del 65% non raggiunto; ripartizione dei seggi a livello regionale |                     |                              |        |       |  |  |  |  |  |
| Data: 20 giugno 1976                                                           |                     |                              |        |       |  |  |  |  |  |
| Fonte: Ministero dell'interno                                                  |                     |                              |        |       |  |  |  |  |  |

### VIII legislatura
|                                                                                | Tarcisio Salvaterra   | Democrazia Cristiana                         | 31 861 | 61,38 |  |  |  |  |  |
|                                                                                | F. Tonon              | Partito Comunista Italiano                   | 5 479  | 10,55 |  |  |  |  |  |
|                                                                                | L. Hoffer             | Partito Popolare Sudtirolese                 | 4 641  | 8,94  |  |  |  |  |  |
|                                                                                | G. Morelli            | Partito Socialista Italiano                  | 3 466  | 6,68  |  |  |  |  |  |
|                                                                                | A. Morandi            | Partito Socialista Democratico Italiano      | 1 915  | 3,69  |  |  |  |  |  |
|                                                                                | C. Pacher             | Partito Radicale                             | 1 303  | 2,51  |  |  |  |  |  |
|                                                                                | Virginio Nardelli     | Movimento Sociale Italiano                   | 1 181  | 2,28  |  |  |  |  |  |
|                                                                                | Quirino Bezzi         | PRI-PST-Prog. Soc.                           | 1 098  | 2,12  |  |  |  |  |  |
|                                                                                | M. Fedrizzi           | Partito Liberale Italiano                    | 781    | 1,50  |  |  |  |  |  |
|                                                                                | A. S. Croce L. Ceschi | Costituente di Destra - Democrazia Nazionale | 187    | 0,36  |  |  |  |  |  |
| Totale                                                                         | Totale                | Totale                                       | 51 912 | 100   |  |  |  |  |  |
|                                                                                |                       |                                              |        |       |  |  |  |  |  |
| Voti non validi                                                                | Voti non validi       | Voti non validi                              | 2 948  | 5,37  |  |  |  |  |  |
| Votanti                                                                        | Votanti               | Votanti                                      | 54 860 | 91,67 |  |  |  |  |  |
| Elettori                                                                       | Elettori              | Elettori                                     | 59 848 |       |  |  |  |  |  |
|                                                                                |                       |                                              |        |       |  |  |  |  |  |
| Nota: quorum del 65% non raggiunto; ripartizione dei seggi a livello regionale |                       |                                              |        |       |  |  |  |  |  |
| Data: 3 giugno 1979                                                            |                       |                                              |        |       |  |  |  |  |  |
| Fonte: Ministero dell'interno                                                  |                       |                                              |        |       |  |  |  |  |  |

### IX legislatura
|                                                                                | Bruno Kessler     | Democrazia Cristiana                    | 27 922 | 55,78 |  |  |  |  |  |
|                                                                                | Lionello Bertoldi | Partito Comunista Italiano              | 5 327  | 10,64 |  |  |  |  |  |
|                                                                                | Sergio Fontanari  | Partito Popolare Sudtirolese            | 3 688  | 7,37  |  |  |  |  |  |
|                                                                                | Tullio Bertolini  | Partito Socialista Italiano             | 3 447  | 6,89  |  |  |  |  |  |
|                                                                                | Quirino Bezzi     | Partito Repubblicano Italiano           | 2 768  | 5,53  |  |  |  |  |  |
|                                                                                | Alessandro Ciola  | Partito Popolare Trentino Tirolese      | 2 053  | 4,10  |  |  |  |  |  |
|                                                                                | Aldo Morandi      | Partito Socialista Democratico Italiano | 1 618  | 3,23  |  |  |  |  |  |
|                                                                                | Giuseppe Fedrizzi | Partito Liberale Italiano               | 1 130  | 2,26  |  |  |  |  |  |
|                                                                                | Virginio Nardelli | Movimento Sociale Italiano              | 1 116  | 2,23  |  |  |  |  |  |
|                                                                                | Luigi Weber       | Partito Radicale                        | 875    | 1,75  |  |  |  |  |  |
|                                                                                | Giovanni Dori     | Lista per Trieste                       | 109    | 0,22  |  |  |  |  |  |
| Totale                                                                         | Totale            | Totale                                  | 50 053 | 100   |  |  |  |  |  |
|                                                                                |                   |                                         |        |       |  |  |  |  |  |
| Voti non validi                                                                | Voti non validi   | Voti non validi                         | 5 170  | 9,36  |  |  |  |  |  |
| Votanti                                                                        | Votanti           | Votanti                                 | 55 223 | 89,73 |  |  |  |  |  |
| Elettori                                                                       | Elettori          | Elettori                                | 61 544 |       |  |  |  |  |  |
|                                                                                |                   |                                         |        |       |  |  |  |  |  |
| Nota: quorum del 65% non raggiunto; ripartizione dei seggi a livello regionale |                   |                                         |        |       |  |  |  |  |  |
| Data: 26 giugno 1983                                                           |                   |                                         |        |       |  |  |  |  |  |
| Fonte: Ministero dell'interno                                                  |                   |                                         |        |       |  |  |  |  |  |

### X legislatura
|                                                                                | Bruno Kessler   | Democrazia Cristiana          | 28 387 | 55,06 |  |  |  |  |  |
|                                                                                | L. Panizza      | Partito Popolare Sudtirolese  | 5 866  | 11,38 |  |  |  |  |  |
|                                                                                | F. Berger       | PSI-PSDI-PR-Verdi             | 5 684  | 11,02 |  |  |  |  |  |
|                                                                                | B. Campadelli   | Partito Comunista Italiano    | 5 253  | 10,19 |  |  |  |  |  |
|                                                                                | O. Bertamini    | Partito Repubblicano Italiano | 2 000  | 3,88  |  |  |  |  |  |
|                                                                                | R. Preve Ceccon | Movimento Sociale Italiano    | 1 598  | 3,10  |  |  |  |  |  |
|                                                                                | I. Cattoni      | Democrazia Proletaria         | 1 117  | 2,17  |  |  |  |  |  |
|                                                                                | C. Devarda      | Partito Liberale Italiano     | 887    | 1,72  |  |  |  |  |  |
|                                                                                | M. Turatti      | Liga Veneta-Pensionati Uniti  | 627    | 1,22  |  |  |  |  |  |
|                                                                                | G. Muriti       | Alleanza Popolare Pensionati  | 138    | 0,27  |  |  |  |  |  |
| Totale                                                                         | Totale          | Totale                        | 51 557 | 100   |  |  |  |  |  |
|                                                                                |                 |                               |        |       |  |  |  |  |  |
| Voti non validi                                                                | Voti non validi | Voti non validi               | 5 161  | 9,10  |  |  |  |  |  |
| Votanti                                                                        | Votanti         | Votanti                       | 56 718 | 89,63 |  |  |  |  |  |
| Elettori                                                                       | Elettori        | Elettori                      | 63 283 |       |  |  |  |  |  |
|                                                                                |                 |                               |        |       |  |  |  |  |  |
| Nota: quorum del 65% non raggiunto; ripartizione dei seggi a livello regionale |                 |                               |        |       |  |  |  |  |  |
| Data: 14 giugno 1987                                                           |                 |                               |        |       |  |  |  |  |  |
| Fonte: Ministero dell'interno                                                  |                 |                               |        |       |  |  |  |  |  |